# Alucita fumosa
Alucita fumosa är en fjärilsart som beskrevs av Diakonoff 1948. Alucita fumosa ingår i släktet Alucita och familjen mångfliksmott, (Alucitidae). Inga underarter finns listade i Catalogue of Life.